# زنفیتس
زنفیتس (به انگلیسی: Zenefits) شرکتی مستقر در ایالات متحده است که در زمینه اجاره نرم‌افزار به شرکت‌های مدیریت منابع انسانی فعالیت می‌کند و تمرکزش نیز بر کمک به این شرکت‌ها برای پوشش بیمه سلامت کارکنان است. دفتر مرکزی زنفیتس در سان فرانسیسکو است. این شرکت در شتابدهنده وای کامبینیتر بنیان نهاده شد. 